# Tony Adams
Tony Alexander Adams (Romford, 10 ottobre 1966) è un ex calciatore, allenatore di calcio e dirigente sportivo inglese, di ruolo difensore.
È membro dell'Ordine dell'Impero Britannico dal 1999, nonché membro della Hall of Fame del calcio inglese dal 2004..
Nel 2019 è stato nominato presidente della Rugby Football League.

## Carriera

### Giocatore
Nativo di Havering, entrò nel 1980 nelle giovanili dell'Arsenal, squadra nella quale militò per la sua intera carriera. Esordì diciassettenne nel 1983 contro il Sunderland e già il 1º gennaio 1988 divenne capitano, il più giovane di tutti i tempi per la società londinese, ruolo che ricoprì per i successivi 14 anni. Dopo la conquista della League Cup nel 1987, guidò la squadra alla conquista del campionato del 1989, vinto negli ultimi minuti dell'ultima giornata grazie alla differenza reti. La vittoria si ripeté anche due anni dopo, nel 1991.
Nel frattempo i suoi problemi fuori dal campo iniziarono ad aumentare: coinvolto sempre più spesso in risse, nel 1991 venne arrestato per guida in stato di ebbrezza, venendo condannato a quattro mesi, poi ridotti a 58 giorni per buona condotta (cfr. il libro ufficiale dello stesso Adams dal titolo Fuorigioco - La mia vita con l'alcool). Allo stesso tempo ebbe una fermata anche la sua carriera internazionale: dopo l'esordio in nazionale il 18 febbraio 1987 contro la Spagna e le prime partite, fu lasciato infatti fuori dai mondiali di Italia '90.
Tornò a vestire stabilmente la maglia della sua Nazionale, di cui divenne capitano insieme a David Platt, dopo gli Europei del 1992, a cui non prese parte per infortunio. Nel frattempo a livello di club vinse l'accoppiata FA Cup e League Cup nel 1993 e la Coppa delle Coppe nel 1994. Partecipò agli Europei del 1996, dove l'Inghilterra fu eliminata in semifinale dalla Germania.
Subito dopo gli Europei ammise pubblicamente i suoi problemi di alcolismo e iniziò una disintossicazione felicemente conclusasi. Adams tuttavia si tolse ancora grosse soddisfazioni come la doppietta campionato e FA Cup del 1998 seguita poi da quella del 2002, concludendo così la carriera, dopo 668 partite con la maglia del club londinese. In Nazionale diede l'addio nel settembre 2000, dopo aver partecipato agli Europei di quell'anno.

### Allenatore
La sua carriera da allenatore inizia nel 2003 alla guida del Wycombe. La sua esperienza non basta per salvare la squadra, che al termine della stagione retrocederà in League Two. Dopo un'altra stagione, nel novembre 2004 si dimette per motivi personali.
Dopo un'esperienza olandese, il 28 giugno 2006 approda al Portsmouth, come vice di Harry Redknapp, del quale prende il posto 2 anni dopo. La sua avventura al Portsmouth finisce l'8 febbraio 2009, dopo la sconfitta contro il Liverpool 3 a 2 in una rocambolesca partita.
In assenza di offerte, dopo circa un anno e mezzo di inattività, nel giugno 2010 decide di accettare l'offerta del Gabala Football Club, società calcistica che milita nel campionato dell'Azerbaigian. Il 10 aprile 2017 viene ingaggiato come tecnico del Granada.

## Statistiche

### Giocatore

#### Presenze e reti nei club
| Stagione        | Squadra         | Campionato      | Campionato | Campionato | Coppe nazionali | Coppe nazionali | Coppe nazionali | Coppe continentali | Coppe continentali | Coppe continentali | altre coppe | altre coppe | altre coppe | Totale | Totale |
| Stagione        | Squadra         | Comp            | Pres       | Reti       | Comp            | Pres            | Reti            | Comp               | Pres               | Reti               | Comp        | Pres        | Reti        | Pres   | Reti   |
| --------------- | --------------- | --------------- | ---------- | ---------- | --------------- | --------------- | --------------- | ------------------ | ------------------ | ------------------ | ----------- | ----------- | ----------- | ------ | ------ |
| 1983-1984       | Arsenal         | FD              | 3          | 0          | FACup+CdL       | 0               | 0               | -                  | -                  | -                  | -           | -           | -           | 3      | 0      |
| 1984-1985       | Arsenal         | FD              | 16         | 0          | FACup+CdL       | 1+1             | 0               | -                  | -                  | -                  | -           | -           | -           | 18     | 0      |
| 1985-1986       | Arsenal         | FD              | 10         | 0          | FACup+CdL       | 0               | 0               | -                  | -                  | -                  | -           | -           | -           | 10     | 0      |
| 1986-1987       | Arsenal         | FD              | 42         | 6          | FACup+CdL       | 4+9             | 0               | -                  | -                  | -                  | -           | -           | -           | 55     | 6      |
| 1987-1988       | Arsenal         | FD              | 39         | 2          | FACup+CdL       | 4+8             | 0               | -                  | -                  | -                  | -           | -           | -           | 51     | 2      |
| 1988-1989       | Arsenal         | FD              | 36         | 4          | FACup+CdL       | 2+5             | 0               | -                  | -                  | -                  | MmT         | 3           | 1           | 46     | 5      |
| 1989-1990       | Arsenal         | FD              | 38         | 5          | FACup+CdL       | 3+4             | 0               | -                  | -                  | -                  | CS          | 1           | 0           | 46     | 5      |
| 1990-1991       | Arsenal         | FD              | 30         | 1          | FACup+CdL       | 3+4             | 1+2             | -                  | -                  | -                  | -           | -           | -           | 37     | 4      |
| 1991-1992       | Arsenal         | FD              | 35         | 2          | FACup+CdL       | 1+3             | 0               | CC                 | 4                  | 0                  | CS          | 1           | 0           | 44     | 2      |
| 1992-1993       | Arsenal         | PL              | 35         | 0          | FACup+CdL       | 8+9             | 2+0             | -                  | -                  | -                  | -           | -           | -           | 52     | 2      |
| 1993-1994       | Arsenal         | PL              | 35         | 0          | FACup+CdL       | 3+2             | 2+0             | CdC                | 8                  | 2                  | CS          | 1           | 0           | 49     | 4      |
| 1994-1995       | Arsenal         | PL              | 27         | 3          | FACup+CdL       | 1+4             | 0+1             | CdC                | 8                  | 0                  | SU          | 2           | 0           | 42     | 4      |
| 1995-1996       | Arsenal         | PL              | 21         | 1          | FACup+CdL       | 2+5             | 0+2             | -                  | -                  | -                  | -           | -           | -           | 28     | 3      |
| 1996-1997       | Arsenal         | PL              | 28         | 3          | FACup+CdL       | 3+3             | 0               | CU                 | 1                  | 0                  | -           | -           | -           | 35     | 3      |
| 1997-1998       | Arsenal         | PL              | 26         | 3          | FACup+CdL       | 6+2             | 0               | CU                 | 2                  | 0                  | -           | -           | -           | 36     | 3      |
| 1998-1999       | Arsenal         | PL              | 26         | 1          | FACup+CdL       | 5+0             | 0               | UCL                | 4                  | 1                  | CS          | 1           | 0           | 36     | 2      |
| 1999-2000       | Arsenal         | PL              | 21         | 0          | FACup+CdL       | 1+0             | 1+0             | UCL+CU             | 5+6                | 0                  | CS          | 0           | 0           | 33     | 1      |
| 2000-2001       | Arsenal         | PL              | 26         | 1          | FACup+CdL       | 4+0             | 1+0             | UCL                | 8                  | 0                  | -           | -           | -           | 38     | 2      |
| 2001-2002       | Arsenal         | PL              | 10         | 0          | FACup+CdL       | 3+0             | 1+0             | UCL                | 0                  | 0                  | -           | -           | -           | 13     | 1      |
| Totale carriera | Totale carriera | Totale carriera | 504        | 32         |                 | 54+59           | 8+5             |                    | 46                 | 3                  |             | 9           | 1           | 672    | 49     |

#### Cronologia presenze e reti in nazionale
| Cronologia completa delle presenze e delle reti in nazionale ― Inghilterra | Cronologia completa delle presenze e delle reti in nazionale ― Inghilterra | Cronologia completa delle presenze e delle reti in nazionale ― Inghilterra | Cronologia completa delle presenze e delle reti in nazionale ― Inghilterra | Cronologia completa delle presenze e delle reti in nazionale ― Inghilterra | Cronologia completa delle presenze e delle reti in nazionale ― Inghilterra | Cronologia completa delle presenze e delle reti in nazionale ― Inghilterra | Cronologia completa delle presenze e delle reti in nazionale ― Inghilterra |
| Data                                                                       | Città                                                                      | In casa                                                                    | Risultato                                                                  | Ospiti                                                                     | Competizione                                                               | Reti                                                                       | Note                                                                       |
| -------------------------------------------------------------------------- | -------------------------------------------------------------------------- | -------------------------------------------------------------------------- | -------------------------------------------------------------------------- | -------------------------------------------------------------------------- | -------------------------------------------------------------------------- | -------------------------------------------------------------------------- | -------------------------------------------------------------------------- |
| 18-2-1987                                                                  | Madrid                                                                     | Spagna                                                                     | 2 – 4                                                                      | Inghilterra                                                                | Amichevole                                                                 | -                                                                          |                                                                            |
| 29-4-1987                                                                  | Smirne                                                                     | Turchia                                                                    | 0 – 0                                                                      | Inghilterra                                                                | Qual. Euro 1988                                                            | -                                                                          |                                                                            |
| 19-5-1987                                                                  | Londra                                                                     | Inghilterra                                                                | 1 – 1                                                                      | Brasile                                                                    | Amichevole                                                                 | -                                                                          |                                                                            |
| 9-9-1987                                                                   | Düsseldorf                                                                 | Germania Ovest                                                             | 3 – 1                                                                      | Inghilterra                                                                | Amichevole                                                                 | -                                                                          |                                                                            |
| 14-10-1987                                                                 | Londra                                                                     | Inghilterra                                                                | 8 – 0                                                                      | Turchia                                                                    | Qual. Euro 1988                                                            | -                                                                          |                                                                            |
| 11-11-1987                                                                 | Belgrado                                                                   | Jugoslavia                                                                 | 1 – 4                                                                      | Inghilterra                                                                | Qual. Euro 1988                                                            | 1                                                                          |                                                                            |
| 23-3-1988                                                                  | Londra                                                                     | Inghilterra                                                                | 2 – 2                                                                      | Paesi Bassi                                                                | Amichevole                                                                 | 1                                                                          |                                                                            |
| 27-4-1988                                                                  | Budapest                                                                   | Ungheria                                                                   | 0 – 0                                                                      | Inghilterra                                                                | Amichevole                                                                 | -                                                                          |                                                                            |
| 21-5-1988                                                                  | Londra                                                                     | Inghilterra                                                                | 1 – 0                                                                      | Scozia                                                                     | Amichevole                                                                 | -                                                                          |                                                                            |
| 24-5-1988                                                                  | Londra                                                                     | Inghilterra                                                                | 1 – 1                                                                      | Colombia                                                                   | Amichevole                                                                 | -                                                                          |                                                                            |
| 28-5-1988                                                                  | Losanna                                                                    | Svizzera                                                                   | 0 – 1                                                                      | Inghilterra                                                                | Amichevole                                                                 | -                                                                          | 46’                                                                        |
| 12-6-1988                                                                  | Stoccarda                                                                  | Inghilterra                                                                | 0 – 1                                                                      | Irlanda                                                                    | Euro 1988 - 1º turno                                                       | -                                                                          |                                                                            |
| 15-6-1988                                                                  | Düsseldorf                                                                 | Inghilterra                                                                | 1 – 3                                                                      | Paesi Bassi                                                                | Euro 1988 - 1º turno                                                       | -                                                                          |                                                                            |
| 18-6-1988                                                                  | Francoforte                                                                | Inghilterra                                                                | 1 – 3                                                                      | Unione Sovietica                                                           | Euro 1988 - 1º turno                                                       | 1                                                                          |                                                                            |
| 14-9-1988                                                                  | Londra                                                                     | Inghilterra                                                                | 1 – 0                                                                      | Danimarca                                                                  | Amichevole                                                                 | -                                                                          | 65’                                                                        |
| 19-10-1988                                                                 | Londra                                                                     | Inghilterra                                                                | 0 – 0                                                                      | Svezia                                                                     | Qual. Mondiali 1990                                                        | -                                                                          | 40’ 64’                                                                    |
| 16-11-1988                                                                 | Riyadh                                                                     | Arabia Saudita                                                             | 1 – 1                                                                      | Inghilterra                                                                | Amichevole                                                                 | 1                                                                          |                                                                            |
| 14-11-1990                                                                 | Dublino                                                                    | Irlanda                                                                    | 1 – 1                                                                      | Inghilterra                                                                | Qual. Euro 1992                                                            | -                                                                          |                                                                            |
| 27-3-1991                                                                  | Londra                                                                     | Inghilterra                                                                | 1 – 1                                                                      | Irlanda                                                                    | Qual. Euro 1992                                                            | -                                                                          | 46’                                                                        |
| 14-10-1992                                                                 | Londra                                                                     | Inghilterra                                                                | 1 – 1                                                                      | Norvegia                                                                   | Qual. Mondiali 1994                                                        | -                                                                          |                                                                            |
| 18-11-1992                                                                 | Londra                                                                     | Inghilterra                                                                | 4 – 0                                                                      | Turchia                                                                    | Qual. Mondiali 1994                                                        | -                                                                          |                                                                            |
| 17-2-1993                                                                  | Londra                                                                     | Inghilterra                                                                | 6 – 0                                                                      | San Marino                                                                 | Qual. Mondiali 1994                                                        | -                                                                          |                                                                            |
| 31-3-1993                                                                  | Smirne                                                                     | Turchia                                                                    | 0 – 2                                                                      | Inghilterra                                                                | Qual. Mondiali 1994                                                        | -                                                                          |                                                                            |
| 28-4-1993                                                                  | Londra                                                                     | Inghilterra                                                                | 2 – 2                                                                      | Paesi Bassi                                                                | Qual. Mondiali 1994                                                        | -                                                                          |                                                                            |
| 29-5-1993                                                                  | Chorzów                                                                    | Polonia                                                                    | 1 – 1                                                                      | Inghilterra                                                                | Qual. Mondiali 1994                                                        | -                                                                          |                                                                            |
| 2-6-1993                                                                   | Oslo                                                                       | Norvegia                                                                   | 2 – 0                                                                      | Inghilterra                                                                | Qual. Mondiali 1994                                                        | -                                                                          |                                                                            |
| 8-9-1993                                                                   | Londra                                                                     | Inghilterra                                                                | 3 – 0                                                                      | Polonia                                                                    | Qual. Mondiali 1994                                                        | -                                                                          | 60’                                                                        |
| 13-10-1993                                                                 | Rotterdam                                                                  | Paesi Bassi                                                                | 2 – 0                                                                      | Inghilterra                                                                | Qual. Mondiali 1994                                                        | -                                                                          |                                                                            |
| 9-3-1994                                                                   | Londra                                                                     | Inghilterra                                                                | 1 – 0                                                                      | Danimarca                                                                  | Amichevole                                                                 | -                                                                          |                                                                            |
| 17-5-1994                                                                  | Londra                                                                     | Inghilterra                                                                | 5 – 0                                                                      | Grecia                                                                     | Amichevole                                                                 | -                                                                          |                                                                            |
| 22-5-1994                                                                  | Londra                                                                     | Inghilterra                                                                | 0 – 0                                                                      | Norvegia                                                                   | Amichevole                                                                 | -                                                                          |                                                                            |
| 7-9-1994                                                                   | Londra                                                                     | Inghilterra                                                                | 2 – 0                                                                      | Stati Uniti                                                                | Amichevole                                                                 | -                                                                          |                                                                            |
| 12-10-1994                                                                 | Londra                                                                     | Inghilterra                                                                | 1 – 1                                                                      | Romania                                                                    | Amichevole                                                                 | -                                                                          | cap.                                                                       |
| 15-2-1995                                                                  | Dublino                                                                    | Irlanda                                                                    | 1 – 0                                                                      | Inghilterra                                                                | Amichevole                                                                 | -                                                                          |                                                                            |
| 29-3-1995                                                                  | Nantes                                                                     | Inghilterra                                                                | 0 – 0                                                                      | Uruguay                                                                    | Amichevole                                                                 | -                                                                          |                                                                            |
| 6-9-1995                                                                   | Londra                                                                     | Inghilterra                                                                | 0 – 0                                                                      | Colombia                                                                   | Amichevole                                                                 | -                                                                          | cap.                                                                       |
| 11-10-1995                                                                 | Oslo                                                                       | Norvegia                                                                   | 0 – 0                                                                      | Inghilterra                                                                | Amichevole                                                                 | -                                                                          | cap.                                                                       |
| 15-11-1995                                                                 | Londra                                                                     | Inghilterra                                                                | 3 – 1                                                                      | Svizzera                                                                   | Amichevole                                                                 | -                                                                          | cap.                                                                       |
| 12-12-1995                                                                 | Londra                                                                     | Inghilterra                                                                | 1 – 1                                                                      | Portogallo                                                                 | Amichevole                                                                 | -                                                                          | cap.                                                                       |
| 23-5-1996                                                                  | Pechino                                                                    | Cina                                                                       | 0 – 3                                                                      | Inghilterra                                                                | Amichevole                                                                 | -                                                                          | cap. 77’                                                                   |
| 8-6-1996                                                                   | Londra                                                                     | Inghilterra                                                                | 1 – 1                                                                      | Svizzera                                                                   | Euro 1996 - 1º turno                                                       | -                                                                          | cap. 80’                                                                   |
| 15-6-1996                                                                  | Londra                                                                     | Scozia                                                                     | 0 – 2                                                                      | Inghilterra                                                                | Euro 1996 - 1º turno                                                       | -                                                                          | cap.                                                                       |
| 18-6-1996                                                                  | Londra                                                                     | Paesi Bassi                                                                | 1 – 4                                                                      | Inghilterra                                                                | Euro 1996 - 1º turno                                                       | -                                                                          | cap.                                                                       |
| 22-6-1996                                                                  | Londra                                                                     | Spagna                                                                     | 0 – 0 dts (2 – 4 dtr)                                                      | Inghilterra                                                                | Euro 1996 - Quarti di finale                                               | -                                                                          | cap.                                                                       |
| 26-6-1996                                                                  | Londra                                                                     | Germania                                                                   | 1 – 1 dts (6 – 5 dtr)                                                      | Inghilterra                                                                | Euro 1996 - Semifinale                                                     | -                                                                          | cap.                                                                       |
| 9-11-1996                                                                  | Tbilisi                                                                    | Georgia                                                                    | 0 – 2                                                                      | Inghilterra                                                                | Qual. Mondiali 1998                                                        | -                                                                          | cap.                                                                       |
| 30-4-1997                                                                  | Londra                                                                     | Inghilterra                                                                | 2 – 0                                                                      | Georgia                                                                    | Qual. Mondiali 1998                                                        | -                                                                          | 87’                                                                        |
| 11-10-1997                                                                 | Roma                                                                       | Italia                                                                     | 0 – 0                                                                      | Inghilterra                                                                | Qual. Mondiali 1998                                                        | -                                                                          |                                                                            |
| 11-2-1998                                                                  | Londra                                                                     | Inghilterra                                                                | 0 – 2                                                                      | Cile                                                                       | Amichevole                                                                 | -                                                                          | cap.                                                                       |
| 22-4-1998                                                                  | Londra                                                                     | Inghilterra                                                                | 3 – 0                                                                      | Portogallo                                                                 | Amichevole                                                                 | -                                                                          |                                                                            |
| 23-5-1998                                                                  | Londra                                                                     | Inghilterra                                                                | 0 – 0                                                                      | Arabia Saudita                                                             | Amichevole                                                                 | -                                                                          |                                                                            |
| 15-6-1998                                                                  | Marsiglia                                                                  | Inghilterra                                                                | 2 – 0                                                                      | Tunisia                                                                    | Mondiali 1998 - 1º turno                                                   | -                                                                          |                                                                            |
| 22-6-1998                                                                  | Tolosa                                                                     | Romania                                                                    | 2 – 1                                                                      | Inghilterra                                                                | Mondiali 1998 - 1º turno                                                   | -                                                                          |                                                                            |
| 26-6-1998                                                                  | Lens                                                                       | Colombia                                                                   | 0 – 2                                                                      | Inghilterra                                                                | Mondiali 1998 - 1º turno                                                   | -                                                                          |                                                                            |
| 30-6-1998                                                                  | Saint-Étienne                                                              | Argentina                                                                  | 2 – 2 dts (4 – 3 dtr)                                                      | Inghilterra                                                                | Mondiali 1998 - Ottavi di finale                                           | -                                                                          |                                                                            |
| 5-9-1998                                                                   | Solna                                                                      | Svezia                                                                     | 2 – 1                                                                      | Inghilterra                                                                | Qual. Euro 2000                                                            | -                                                                          |                                                                            |
| 10-2-1999                                                                  | Londra                                                                     | Inghilterra                                                                | 0 – 2                                                                      | Francia                                                                    | Amichevole                                                                 | -                                                                          |                                                                            |
| 4-9-1999                                                                   | Londra                                                                     | Inghilterra                                                                | 6 – 0                                                                      | Lussemburgo                                                                | Qual. Euro 2000                                                            | -                                                                          | 65’                                                                        |
| 8-9-1999                                                                   | Varsavia                                                                   | Polonia                                                                    | 0 – 0                                                                      | Inghilterra                                                                | Qual. Euro 2000                                                            | -                                                                          |                                                                            |
| 10-10-1999                                                                 | Sunderland                                                                 | Inghilterra                                                                | 2 – 1                                                                      | Belgio                                                                     | Amichevole                                                                 | -                                                                          |                                                                            |
| 13-11-1999                                                                 | Glasgow                                                                    | Scozia                                                                     | 0 – 2                                                                      | Inghilterra                                                                | Qual. Euro 2000                                                            | -                                                                          | 75’                                                                        |
| 17-11-1999                                                                 | Londra                                                                     | Inghilterra                                                                | 0 – 1                                                                      | Scozia                                                                     | Qual. Euro 2000                                                            | -                                                                          |                                                                            |
| 31-5-2000                                                                  | Londra                                                                     | Inghilterra                                                                | 2 – 0                                                                      | Ucraina                                                                    | Amichevole                                                                 | 1                                                                          |                                                                            |
| 12-6-2000                                                                  | Eindhoven                                                                  | Inghilterra                                                                | 2 – 3                                                                      | Portogallo                                                                 | Euro 2000 - 1º turno                                                       | -                                                                          | 82’                                                                        |
| 2-9-2000                                                                   | Saint-Denis                                                                | Francia                                                                    | 1 – 1                                                                      | Inghilterra                                                                | Amichevole                                                                 | -                                                                          | cap. 46’                                                                   |
| 7-10-2000                                                                  | Londra                                                                     | Inghilterra                                                                | 0 – 1                                                                      | Germania                                                                   | Qual. Mondiali 2002                                                        | -                                                                          | cap.                                                                       |
| Totale                                                                     |                                                                            | Presenze                                                                   | 66                                                                         |                                                                            | Reti                                                                       | 5                                                                          |                                                                            |

### Allenatore
Aggiornate al 12 dicembre 2011.
| Club              | Nazionalità            | Dal             | Al               | Record | Record | Record | Record | Record     |
| Club              | Nazionalità            | Dal             | Al               | G      | V      | N      | P      | % vittorie |
| ----------------- | ---------------------- | --------------- | ---------------- | ------ | ------ | ------ | ------ | ---------- |
| Wycombe Wanderers | Inghilterra (bandiera) | 5 novembre 2003 | 9 novembre 2004  | 53     | 12     | 21     | 20     | 22.64      |
| Portsmouth        | Inghilterra (bandiera) | 26 ottobre 2008 | 8 febbraio 2009  | 22     | 4      | 7      | 11     | 18.18      |
| Gabala            | Azerbaigian (bandiera) | 11 maggio 2010  | 16 novembre 2011 | 44     | 17     | 15     | 12     | 38.64      |
| Totale            | Totale                 | Totale          | Totale           | 119    | 33     | 43     | 43     | 27.73      |

La prima partita da allenatore del Portsmouth di Adams fu un pareggio per 1-1 contro il Fulham. Tuttavia non era ancora stato nominato ufficialmente allenatore della squadra.

## Palmarès

### Giocatore

#### Competizioni nazionali
- Campionato inglese: 4

Arsenal: 1988-1989, 1990-1991, 1997-1998, 2001-2002
- Coppa d'Inghilterra: 3

Arsenal: 1992-1993, 1997-1998, 2001-2002
- Coppa di Lega inglese: 2

Arsenal: 1986-1987, 1992-1993
- Charity Shield: 2

Arsenal: 1991, 1998

#### Competizioni internazionali
- Coppa delle Coppe: 1

Arsenal: 1993-1994